# Paeonia lactiflora

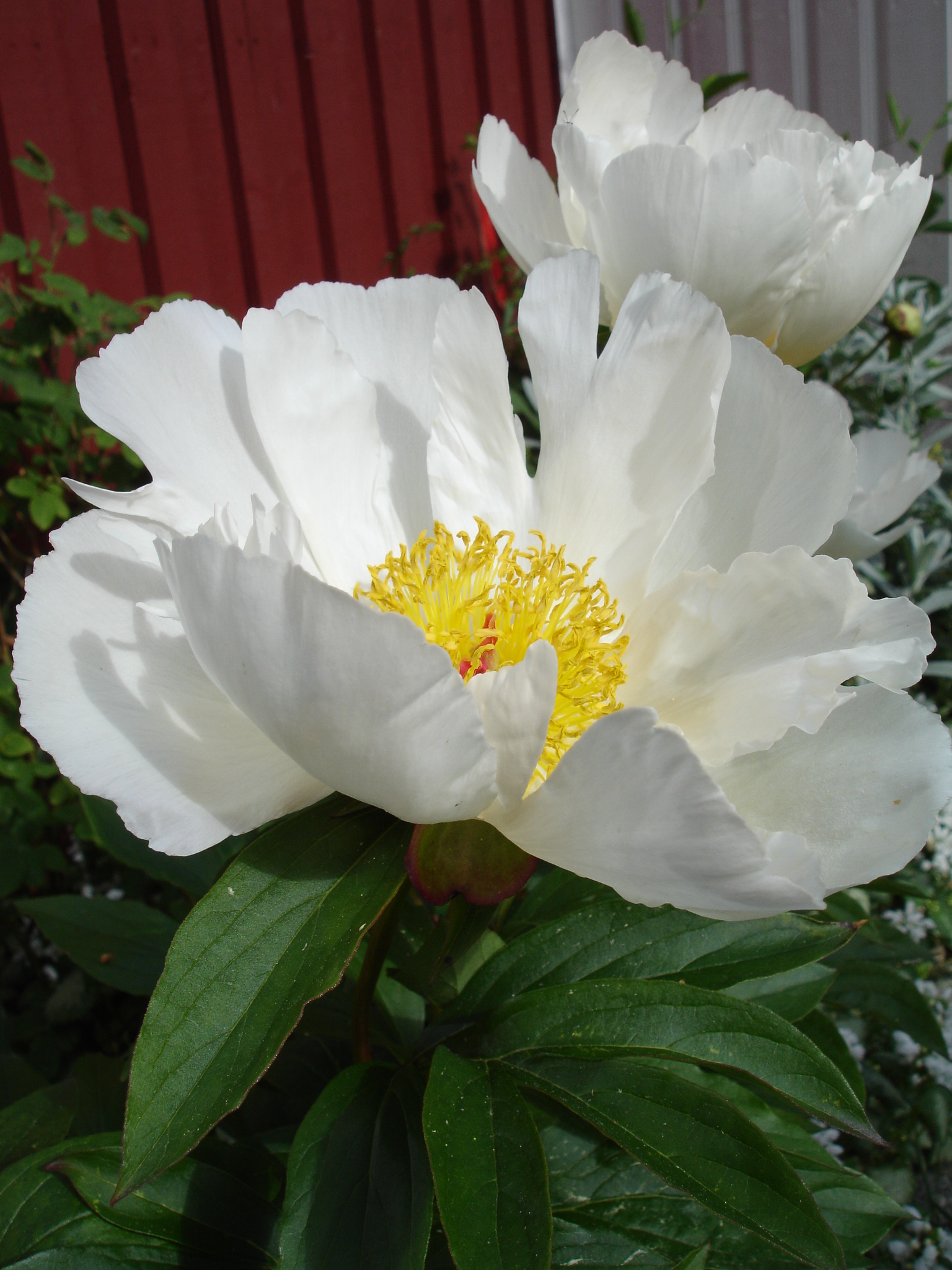
Paeonia lactiflora «alas blancas» - flores simples

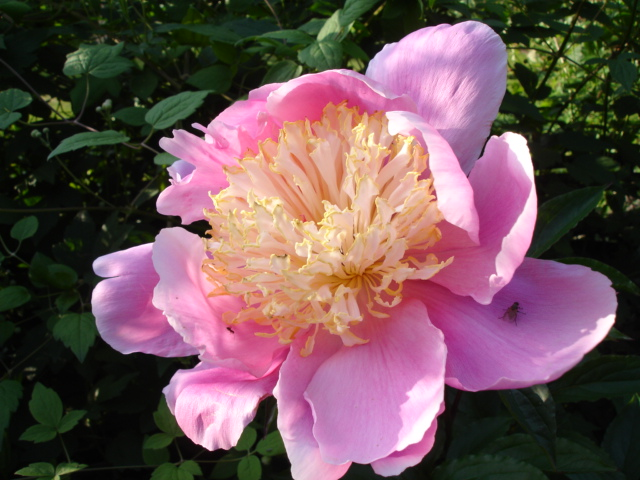
Paeonia lactiflora «Doreen» - flores japonesas

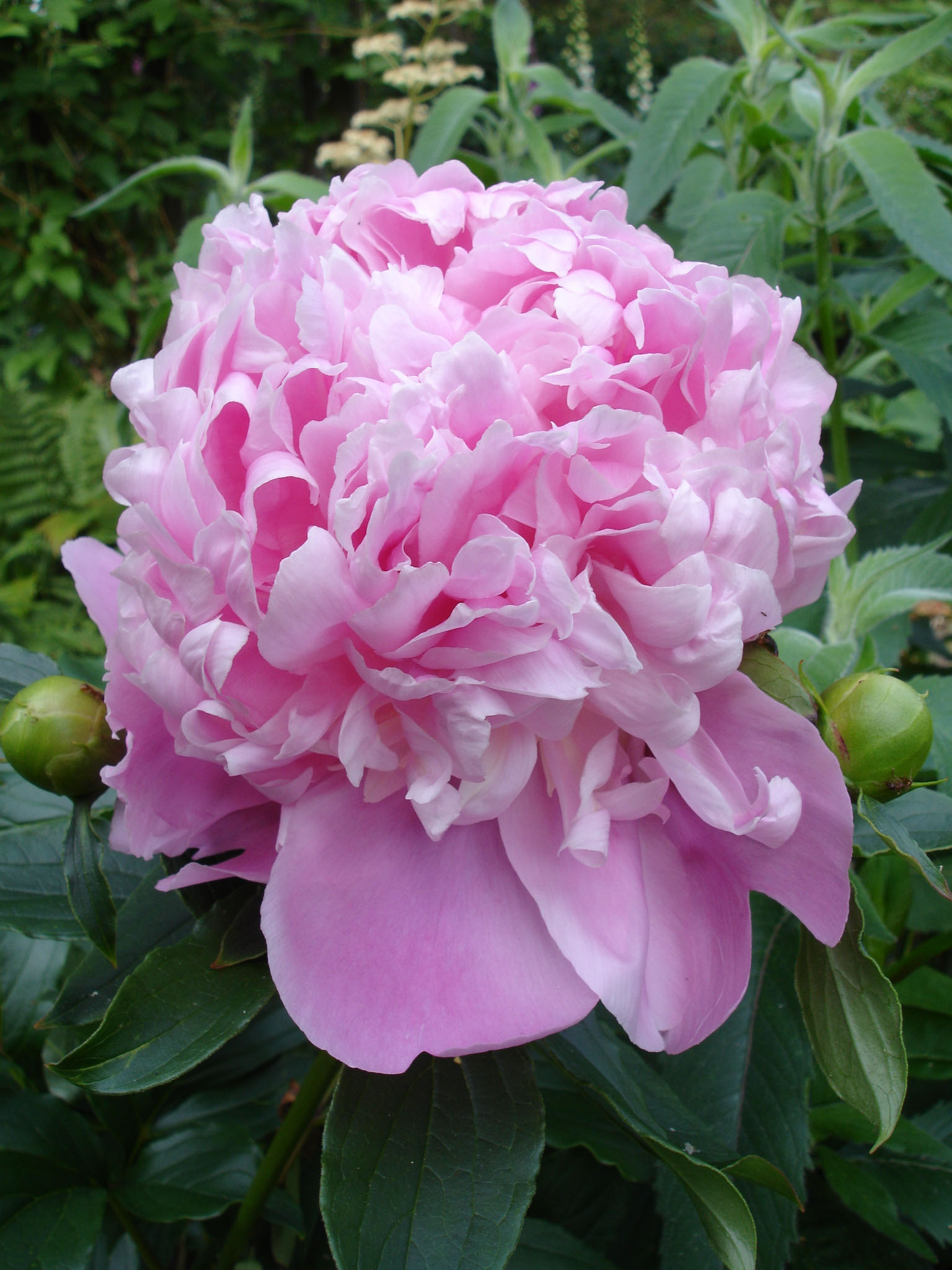
Paeonia lactiflora «Mons. Jules Elie» - flores dobles

Paeonia lactiflora, peonía china, peonía híbrida, rosa de monte, rosa sin espinas es una especie herbácea perenne fanerógama de la familia Paeoniaceae.

## Hábitat
Es nativa de Asia central y este, desde el este de Tíbet al norte de China y este de Siberia. Llega a 60-100 cm de altura, con grandes hojas compuestas de 2-4 dm de largo. Los brotes florales son grandes y redondos, abriendo en grandes flores perfumadas, de 8-16 cm de diámetro, con 5-10 pétalos blancos, rosados, o carmesí, y estambres amarillos. De crecimiento lento, y no crece bien en climas cálidos.

## Propiedades
Es una hierba medicinal en la medicina tradicional china, llamada 芍药 (pinyin: sháo yào) o 白芍药 (pinyin: bái sháo yào). La raíz se usa para reducir la fiebre y como analgésico, sobre heridas para la hemorragia y previene infecciones. También tiene efectos antiespasmódicos registrados en la Farmacopea Japonesa.

## Cultivo
Muy usada como planta ornamental en jardines, con varios centenares de cultivares selectos; muchos de los cuales tienen flores dobles, con los estambres modificados en pétalos adicionales. En China, sin embargo, es menos apreciado como planta ornamental que los cultivares de peonía arbórea Paeonia rockii (ziban mǔ dān, en chino) y su híbrido Paeonia x suffruticosa, o mǔ dān (牡丹 ).
Los cultivares se reúnen en tres grupos:
- Flores simples. Pétalos en fila, estambres fértiles. Recuerda al tipo silvestre, pero usualmente más grande.

- Flores japonesas. Pétalos en una o doble fila. Estambres transformados en estaminoides estériles.

- Flores dobles. Todos o la mayoría de los estambres transformados en pétalos.

## Taxonomía
Paeonia lactiflora fue descrita por Peter Simon Pallas   y publicado en Reise durch verschiedene Provinzen des russischen Reichs 3: 286. 1776.
Etimología
Paeonia: nombre genérico en honor de Peón, el médico de los dioses que aparece mencionado en la Ilíada y en la Odisea de Homero. Curó a Ares cuando fue herido por Diomedes durante la guerra de Troya; también se menciona una curación anterior que le hizo a Hades de una flecha lanzada por Heracles en Pilos.
También en Plinio el Viejo, libro 25, X, 1, que la recomienda contra «las pesadillas provocadas por los Faunos.»

lactiflora: epíteto latíno que significa "con flores lechosas".
Sinonimia
- Paeonia albiflora Pall.
- Paeonia chinensis L. Vilmorin
- Paeonia edulis Salisb.
- Paeonia fragrans (Sabine) Redouté
- Paeonia humei (Sabine) Bailly
- Paeonia lactea Pall.
- Paeonia lobata Pall.
- Paeonia makoya Marnock
- Paeonia officinalis Thunb.
- Paeonia reevesiana (Paxton) Loudon
- Paeonia sinensis Steud.
- Paeonia whitleyi (Sabine) auct.
- Paeonia yui W.P.Fang[6][7]